# Stefano Chiarini
(Bruno Vespa, in riferimento allo scoppio della prima Guerra del Golfo)
Stefano Chiarini (Roma, 17 settembre 1951 – Roma, 3 febbraio 2007) è stato un giornalista italiano, esperto in particolare di Medio Oriente. Saltuariamente firmava le proprie corrispondenze con lo pseudonimo di Steve Shrimps.

## Biografia
Figlio di un tenente deportato durante la seconda guerra mondiale in un campo di concentramento inglese a Yol, in India, dopo aver svolto il servizio militare nei bersaglieri  a Legnano e partecipato al movimento del Sessantotto, inizia la propria attività in Irlanda del Nord occupandosi dell'Ira sin dai primi anni 1970, e collaborando con Il manifesto. Per tale quotidiano diventa successivamente corrispondente e inviato, occupandosi in particolare di conflitti e Medio Oriente.
Nel 1986 è inviato nelle filippine per seguire la Rivoluzione del Rosario. Nel 1987 si occupa del sequestro di Mordechai Vanunu. Nel gennaio 1991, durante la prima guerra del Golfo, è l'unico giornalista occidentale insieme con Peter Arnett della CNN a restare per un mese a Baghdad e inviare corrispondenze durante il bombardamento statunitense, ottenendo notorietà internazionale. Come corrispondente lavora anche in Libano, Palestina, Iraq, e numerose altre aree di guerra.
È stato fondatore della casa editrice Gamberetti, con la quale ha pubblicato tra gli altri testi di Noam Chomsky e Edward Said. È stato inoltre autore di relazioni, seminari e saggi sui temi mediorentali.
All'inizio degli anni 2000 è fondatore e promotore dell'associazione Don’t forget Sabra e Chatila (Per non dimenticare Sabra e Chatila), dedicata al ricordo del massacro di Sabra e Shatila in Libano, che ne commemora annualmente l'anniversario a Beirut. Con tale comitato internazionale nel 2001 recupera l'area di una delle fosse comuni e inizia la celebrazione della ricorrenza. Con la stessa organizzazione avvia dal 2006 nel campo profughi di Mar Elias, a Beirut, corsi di "video and digital photography".
Nel gennaio 2005 è in Iraq per seguire le elezioni parlamentari, in rotazione con la collega Giuliana Sgrena. Con la stessa giornalista, si trova a Baghdad il giorno del sequestro di lei. Venuto a sapere del rapimento mentre si trovava allo scalo di Amman in Giordania, ritorna a Baghdad. Un funzionario dell'ambasciata italiana lo attende all'aeroporto, ma Chiarini ne elude i controlli e si allontana, svolgendo nei giorni successivi interviste e indagini per ottenere informazioni su quanto accaduto alla collega. Ritorna in Italia solo l'11 febbraio, su pressione del direttore del SISMI Nicolò Pollari al proprio quotidiano.
Muore a Roma nel febbraio 2007 a causa di un infarto, lasciando la moglie Elena, una figlia di 12 anni, e un figlio di 9.
Alla sua memoria è stato istituito il Premio internazionale Stefano Chiarini, conferito come "riconoscimento all'impegno sul tema del Medio Oriente e in particolare della Palestina, con una speciale attenzione per il mondo dei media e della cultura e dello sport".
Nel 2010 gli è stata inoltre intitolata una delle barche della Freedom Flottilla.

## Premi e riconoscimenti
- Colombe d'Oro per la Pace, VIII edizione, 1992